# Federalista n.º47

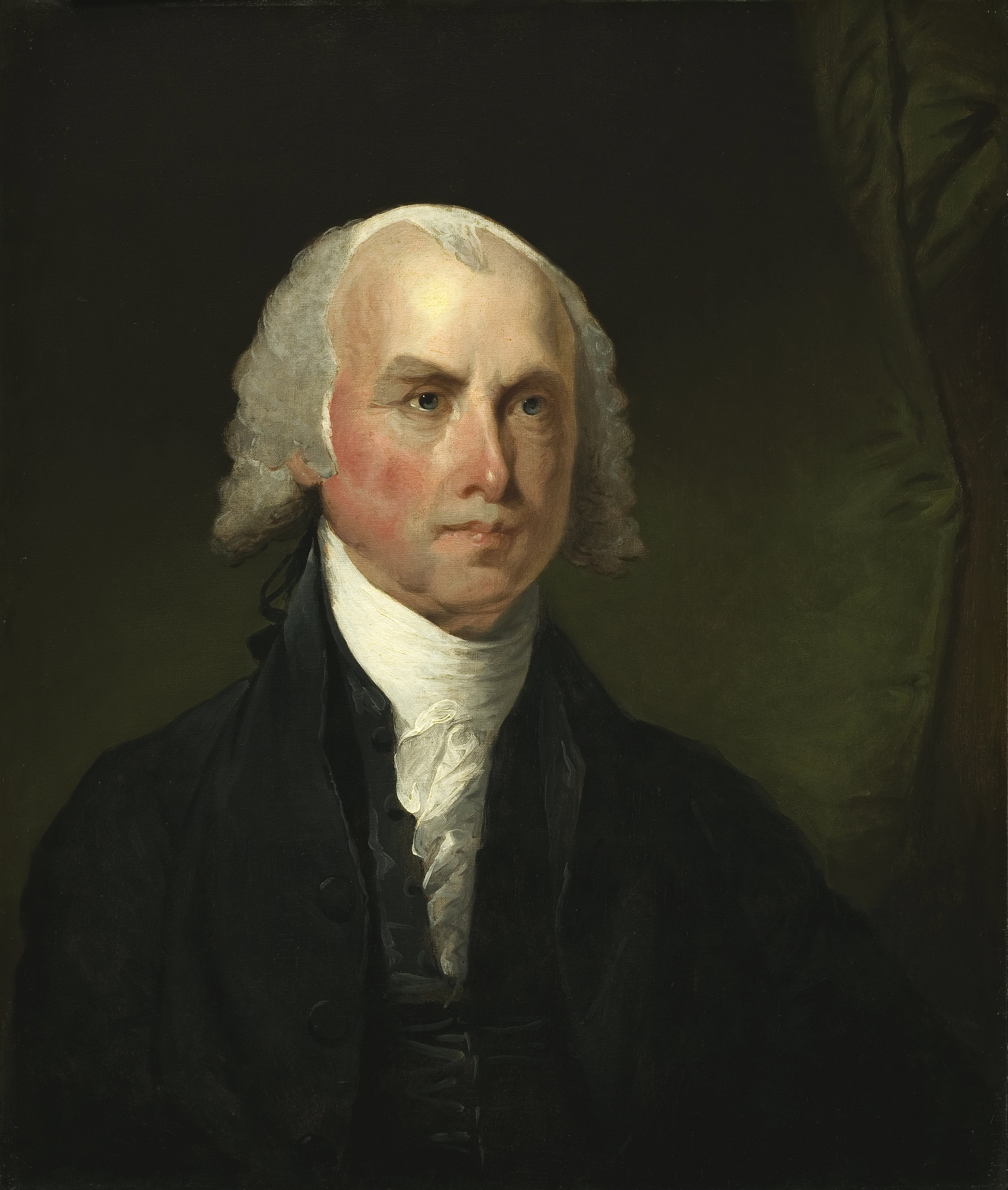
James Madison, autor de Federalista Nº 47

O Artigo 47 - Exame e aplicação do princípio da separação dos poderes, faz parte dos 85 artigos referidos como a obra “O Federalista”. Seu autor foi James Madison. Esse artigo analisa a separação entre os poderes legislativo, executivo e judiciário segundo a Constituição dos Estados Unidos criada em 17 de setembro de 1787. Analisa também as críticas levantadas pelos opositores do documento sobre esse mesmo tema.

## Resumo
Como os outros documentos federalistas, o nº 47 defendia a ratificação da Constituição dos Estados Unidos. Em No. 47, Madison tentou refutar os cidadãos dos Estados Unidos, e todos aqueles que se opunham ao medo da constituição de que a separação de poderes entre o executivo, judiciário e legislativo não seria definido o suficiente na constituição. Madison reconheceu que o tema da separação de poderes era "uma das principais objeções dos adversários mais respeitáveis da Constituição". e que "nenhuma verdade política é certamente de maior valor intrínseco". Madison reconheceu que "A acumulação de todos os poderes, legislativo, executivo e judiciário, nas mesmas mãos, seja de um, poucos ou muitos, e se hereditária, autonomeada, ou eletiva, pode ser justamente pronunciada a própria definição da tirania. " No entanto, Madison explica seu uso da separação de poderes utilizando uma quantidade prodigiosa de apoio do filósofo [Montesquieu]. Charles de Montesquieu é descrito por Madison como A Constituição Britânica como Homero é para a poesia épica. Montesquieu passou vinte anos escrevendo sua melhor obra literária e uma das obras mais detalhadas da história da lei, o Espírito das Leis (1748).